# Inmigración italiana en Canadá
La inmigración italiana en Canadá es el movimiento migratorio de italianos a Canadá, desde los tiempos coloniales hasta nuestros días. De acuerdo con el censo de 2006 de Canadá, 1 445 335 de canadienses (4,6% de la población total) se consideran de origen italiano. La población ítalo-canadiense subió más de un 12% y la mitad (más de 700 000) han combinado orígenes italianos, junto con otros grupos étnicos, en su mayoría de otros grupos étnicos europeos. En total, los italianos siguen siendo el quinto mayor grupo étnico de Canadá, después de los británicos, irlandeses, franceses y alemanes.

## Características
Los descendientes de italianos son una de las principales minorías étnicas de Canadá. En 2001, más de 1,2 millones de canadienses reportaron ser de origen italiano. Los italianos se establecieron principalmente en las provincias de Quebec y de Ontario: actualmente hay más de 740.000 italo-canadienses que se autoidentifican exclusivamente de origen italiano.
Dos fuertes olas de inmigración italiana, en particular desde 1880 a 1925 y desde 1950 a 1960, crearon las comunidades italianas. Estas comunidades fueron principalmente originadas desde el norte de Italia durante la primera ola, y desde el Sur durante la segunda. En efecto en 1880 varios desocupados italianos respondieron a los anuncios de agencias de empleo que planteaban el hecho de que el Canadá necesitaba mucha mano de obra, trabajando en proyectos como el ferrocarril de la "Vía del Pacífico" (1880-1925).
A menudo estos emigrantes eran muy pobres, y muchas veces vivían en un edificio en un gran número para minimizar los costos de vivienda. Estos primeros emigrantes dieron lugar a grandes comunidades de italianos en algunas ciudades como Montreal y Toronto. Pero su pobreza extrema a menudo entre los locales daba lugar a la sensación de rechazo, y a los prejuicios sobre la mafia.
La comunidad italiana durante los años 1880 a 1918 creó muchas empresas y negocios de artesanos y de importadores de productos italianos. Con ellos se aumentó la cantidad de mano de obra en un casi despoblado Canadá.
A su llegada a Canadá, los inmigrantes italianos crearon varias ligas de fútbol, un deporte poco conocido en su país de acogida.
Sucesivamente la ola que vino de Italia en 1950 se empleó inicialmente en la industria de la construcción y en el ramo comercial. Muchos de estos italianos del sur luego pasaron a trabajar en pizzerias y restaurantes, promoviendo la cocina italiana en Canadá.
En 2006, los canadienses italianos han estado luchando por el privilegio de escuchar a la estación italiana RAI en locales programas radio y TV en lengua italiana. Hay que precisar que 455.000 canadienses son de lengua italiana (que es la lengua extranjera más difundida en Canadá, después de las oficiales inglesa y francesa).
Actualmente casi el 60% de la comunidad italiana viene de la región Calabria.

## Historia

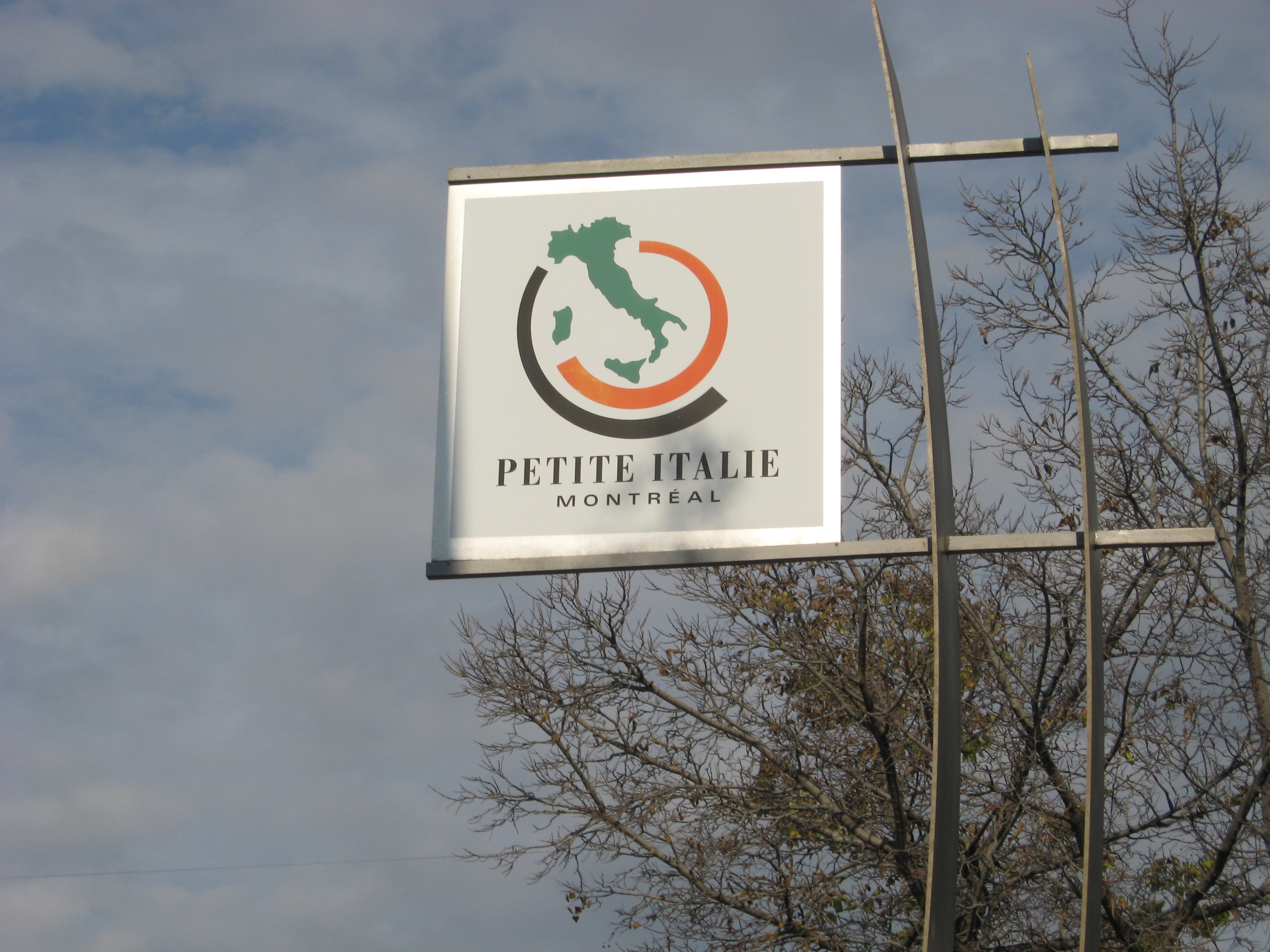
Indicador de la "Petite Italie" de los italianos en Montreal (Canadá).

El Canadá fue descubierto por el italiano Sebastiano Caboto en su viaje a Terranova en 1497, por parte de la Corona inglesa. Sucesivamente fueron muy pocos los italianos (aparte de algunos misioneros) que llegaron a Canadá, hasta principios del siglo XIX.
A mitad de este siglo empezaron a llegar pequeños grupos de Italianos (casi todos del norte de Italia) que se asentaron individualmente en Montreal, Toronto y Quebec. A partir de 1880 empezó una reducida emigración en masa, con italianos que emigraron también a Hamilton, Guelph, Windsor y Thunder Bay.
En 1881 habían 1849 italianos residentes en Canadá, de los cuales 131 en Montreal Desde entonces aumentó el número de inmigrantes italianos: más de 58.000 entre 1900 y 1910 y casi 63.000 entre 1911 y 1920. Se crearon en esos años las comunidades italianas de las llamadas Little Italy de Montreal y Toronto. La comunidad más grande en esas primeras décadas del Novecientos era la del estado de Quebec, especialmente por tener muchos francófonos que solidarizaban con los italianos
Después de la Segunda Guerra Mundial inició la emigración en masa de los italianos hacia Canadá. Más de 250.000 (en su mayoría originarios del sur de Italia) llegaron solamente entre 1950 y 1960, y se asentaron principalmente en el estado de Ontario. Actualmente, según el censo de 2001, hay 1.270.000 canadienses de origen italiano, distribuidos así: 60% en Ontario, 20 % en Quebec, 10% en Columbia Británica y 5 % en Alberta. 
Los italianos se han concentrado (según el estilo social anglosajón) en barrios propios: existen varias "Little Italy" en Canadá. Aparte de las mayores en Montreal y Toronto, las hay también en Vancouver, Windsor, Winnipeg, Quebec y Ottawa. Montreal tiene la mayor "Little Italy" ("Petite Italie") de Canadá (hay 260.345 canadienses de origen italiano en el área metropolitana de Montreal)
En 2008 los italianos -con pasaporte italiano- residentes en Canadá eran 121.465.

## Presencia socioeconómica

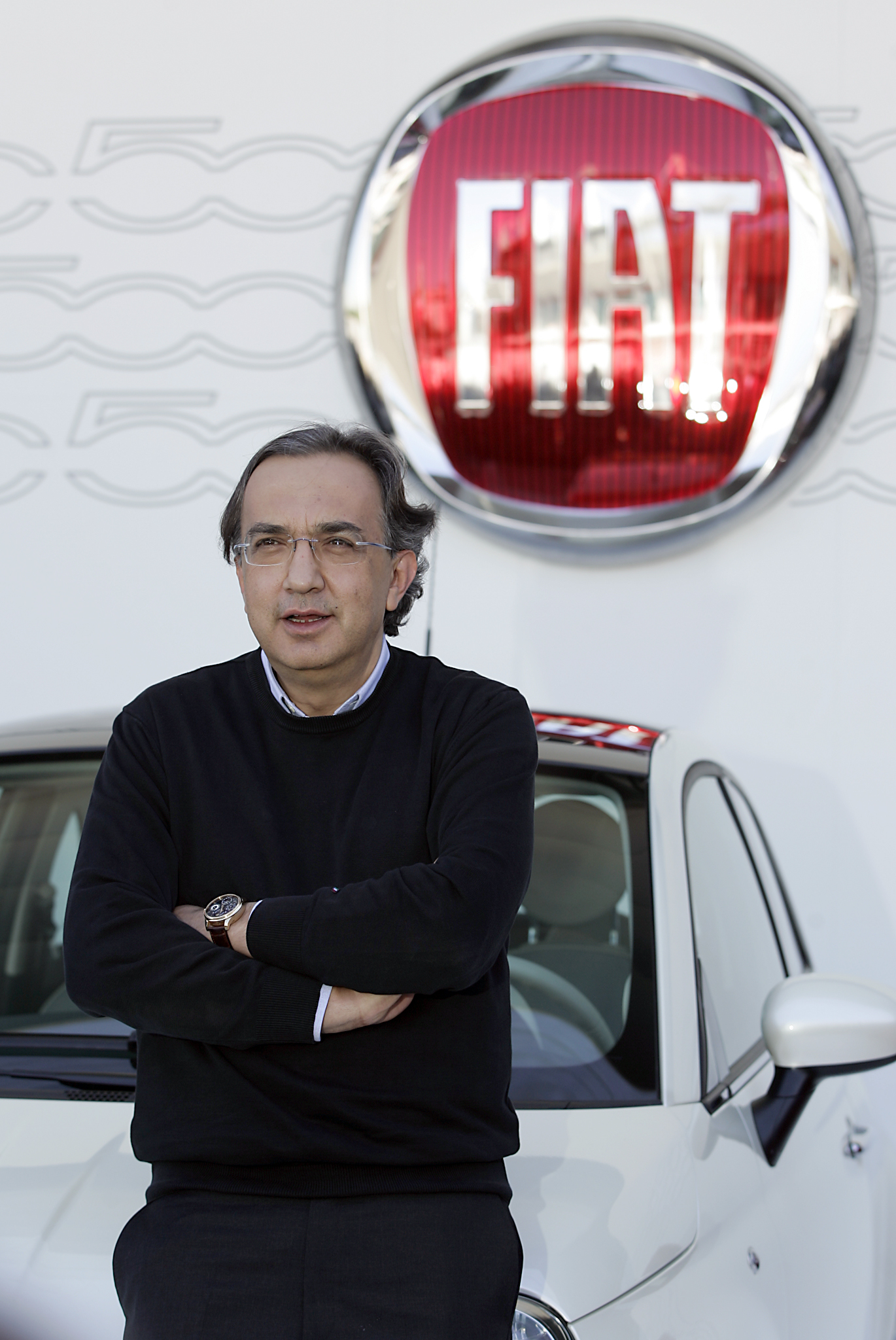
Sergio Marchionne, CEO de Fiat y Chrysler

La presencia de los italianos en la sociedad canadiense es de nivel alto y bastante satisfactoria desde el punto de vista económico. Pero hay que precisar que la mentalidad anglosajona prevalente en la Commonwealth no favorece el ascenso político de la comunidad italiana: no hay ningún primer ministro de origen italiano en Canadá. 
A diferencia de lo que ha sucedido en Latinoamérica, políticamente los italianos han encontrado muchas dificultades en ser aceptados en los niveles de mando de Canadá: el único italo-canadiense que ha sido ministro es Charles Caccia en 1981 y por dos años solamente.
Diferente es la situación en el campo económico, donde la comunidad italiana ha alcanzado muchos logros en sectores que van desde la industria alimentaria a la de hoteles y restaurantes. Hasta hay institutos que promueven la gastronomía italiana en Canadá.  En Toronto hay también un "Festival del cine italiano", que ha alcanzado mucha fama en los últimos años
Quizás el más famoso empresario italiano en 2012 es el italo-canadiense Sergio Marchionne, que es CEO de la Fiat y ha rescatado -con suceso apreciado por el mismo Presidente de los Estados Unidos- la casa automovilística americana Chrysler.
Una personalidad de la comunidad italo-canadiense internacionalmente famosa fue Yvonne De Carlo, una actriz de cine y televisión conocida principalmente por su papel cinematográfico de "Séfora" en Los diez mandamientos (1956). 
Otros miembros de la comunidad italiana con fama internacional son la cantante Lara Fabian y la super-modelo Linda Evangelista. Linda Evangelista es reconocida (junto con las modelos Christy Turlington, Claudia Schiffer, y Cindy Crawford) como una de las pocas supermodelos que han cambiado el rostro de la moda mundial en los últimos decenios.